# الابن الضال (رواية)
الابن الضال هي إحدى روايات الروائية الأمريكية دانيال ستيل 2015 (بالإنجليزية: Prodigal Son) وهي من الروايات الاجتماعية.

## نبذة قصيرة
تدور أحداث الرواية عن أخوين توأمين مختلفين تمام الاختلاف مما جعلهم أعداء في صغرهم يترك أحدهم المنزل ثم يعود بعد عشرين عاما ليلقى ترحيباً حاراً من أخيه، إلا أن اختلافاتهم تظهر مرة أخرى و بقوة.